# Charlotte Perkins Gilman
Charlotte Perkins Gilman, także Charlotte Perkins Stetson (ur. 3 lipca 1860 w Hartford, zm. 17 sierpnia 1935 w Pasadenie) –  amerykańska sufrażystka, autorka powieści, opowiadań, poezji i literatury faktu. Jej pozycję w literaturze ugruntowało autobiograficzne opowiadanie Żółta tapeta, będące  studium depresji poporodowej. Postępowe poglądy i niekonwencjonalny styl życia Charlotte Perkins Gilman stanowiły wzór dla przyszłych pokoleń feministek.

## Życiorys

### Dzieciństwo
Jej ojciec, Frederick Beecher Perkins (1828–1899) pochodził ze znanej rodziny, do której należały m.in. Harriet Beecher Stowe – abolicjonistka, autorka Chaty wuja Toma, Isabella Beecher Hooker – aktywistka amerykańskiego ruchu sufrażystek i Catherine Beecher – nauczycielka walcząca o prawa kobiet do wykształcenia, a także o prawa Indian do zachowania terenów etnicznych.
Frederick Beecher Perkins wstąpił na Uniwersytet Yale w 1846, jednak po dwóch latach porzucił studia. (W 1860 uczelnia ta przyznała mu tytuł magistra sztuki.) W 1848 zatrudnił się w kancelarii prawnej swojego ojca, w 1852 ukończył bibliotekarstwo w Connecticut Normal School (obecnie Uniwersytet Stanowy Centralnego Connecticut) i przez krótki czas pracował jako nauczyciel w Greenwich w stanie Connecticut. W 1857 został asystentem redaktora „American Journal of Education”. Ostatecznie poświęcił się bibliotekarstwu w Bostonie i San Francisco, odnosząc na tym polu znaczne sukcesy; w 1880 został głównym bibliotekarzem Biblioteki Publicznej w San Francisco.
Ożenił się z dwudziestotrzyletnią Mary Ann Fitch Westcott (1829-1893), piękną, uzdolnioną muzycznie i dobrze wykształconą kobietą. Mary Ann w krótkich odstępach czasu urodziła troje dzieci, z których jedno zmarło we wczesnym  dzieciństwie. Gdy lekarz ostrzegł ją, że kolejną ciążę może przypłacić życiem, Frederick opuścił dom, zostawiając żonę i dzieci na łasce litościwych krewnych, w tym jego słynnych ciotek Beecher. 
Z powodu częstych przeprowadzek Charlotte uczęszczała do wielu różnych szkół, kończąc formalną edukację w wieku piętnastu lat.  Potem studiowała samodzielnie korzystając z bibliotek publicznych. Ojciec zaszczepił jej miłość do literatury i intelektualnych zajęć, nawet sporządził dla niej listę książek, które uważał za warte przeczytania.

### Dorosłość
W 1882 Charlotte poznała Charlesa Waltera Stetsona, artystę o zaskakująco konwencjonalnych poglądach na temat miejsca kobiety.  Mimo silnych obaw, że małżeństwo nie pozwoli zrealizować jej się  zawodowo, Charlotte zgodziła się go poślubić. Pobrali się 2 maja 1884. Ich jedyne dziecko, Katharine Beecher Stetson, urodziło się 23 marca 1885. Charlotte, zmuszona do podjęcia tradycyjnych ról żony i matki, zapadła na ciężką depresję poporodową, którą w tych czasach lekceważono, kwalifikując ją jako histerię, chorobę dotyczącą wyłącznie kobiet. Leczenie w sanatorium Silasa Weira Mitchella, który jako jedyny środek leczniczy zalecił Charlotte odpoczynek, ograniczenie wysiłku intelektualnego do dwóch godzin, nie dało pożadanych skutków. 
W 1888 Charlotte odeszła od męża – rzadkie zjawisko pod koniec XIX wieku. (Rozwód wzięli w 1894.) Zamieszkała z córką w Pasadenie w Kalifornii, gdzie była aktywistką stowarzyszeń feministycznych i reformistycznych. Pisała artykuły do biuletynów wydawanych przez te organizacje, wygłaszała odczyty. 
Po śmierci matki w 1893 Charlotte zdecydowała się na powrót na Wschodnie Wybrzeże, córkę zaś oddała pod opiekę ojcu, który tymczasem ożenił się z jej przyjaciółką, poetką i pisarką, Grace Ellery Channing. W Nowym Jorku odnalazła kuzyna, Houghtona Gilmana, prawnika z Wall Street. Pobrali się w 1900. To małżeństwo okazało się udane. W 1922 przeprowadzili się z Nowego Jorku do rodzinnego domu Houghtona w Norwich w stanie Connecticut. Po nagłej śmierci Houghtona spowodowanej wylewem krwi do mózgu w 1934 Charlotte wróciła do Pasadeny, by być bliżej córki.
W 1935, dowiedziawszy się, że jest nieuleczalnie chora na raka piersi, popełniła samobójstwo za pomocą chloroformu.  W swej autobiografii i liście pożegnalnym napisała, że „woli chloroform od raka".

## Kariera
Charlotte całe życie borykała się z kłopotami finansowymi. Zdarzyło się, że była zmuszona do sprzedawania mydła chodząc od drzwi do drzwi. W Pasadenie aktywnie uczestniczyła w organizacjach na rzecz reform społecznych. Jej głównym źródłem dochodu były odczyty na temat praw kobiet, etyki, pracy, praw człowieka, praw zwierząt i reform społecznych, które wygłaszała w całych Stanach.
W 1890 napisała piętnaście esejów, wierszy, noweli i opowiadanie Żółta tapeta (opublikowane w 1892). W 1893 wydała tom poezji In This Our World (W tym naszym świecie), który spotkał się z dużym zainteresowaniem. 
W 1896 reprezentowała Kalifornię na Zjeździe Krajowego Stowarzyszenia Amerykańskich Sufrażystek w Waszyngtonie oraz na Międzynarodowym Kongresie Socjalistycznym w Londynie.
W 1898 napisała swoje najważniejsze dzieło Women and Economy (Kobiety i ekonomia).
Była bardzo płodną autorką; opublikowała 186 opowiadań w czasopismach, gazetach i w redagowanym przez nią miesięczniku  „The Forerunner” („Zwiastun”) (w latach 1909–1916). Ponadto napisała i opublikowała kilka powieści, nowel, dramatów i wiele innych. Autobiografia The Living of Charlotte Perkins Gilman (Życie Charlotte Perkins Gilman) ukazała się kilka miesięcy po jej śmierci.
W Polsce, poza opowiadaniem Żółta tapeta, twórczość Charlotte Perkins Gilman nie była tłumaczona.